# Калин, Иван Петрович
Ива́н Петро́вич Ка́лин (рум. Ivan Calin; 10 марта 1935, с. Плоть, Рыбницкий район, Молдавская АССР, Украинская ССР, СССР — 2 января 2012, Кишинёв, Республика Молдова) — советский и молдавский государственный деятель, Председатель Президиума Верховного Совета Молдавской ССР, заместитель Председателя Президиума Верховного Совета СССР c 1980 по 1985 годы, Председатель Совета министров Молдавской ССР с 1985 по 1990 годы.
Депутат Парламента Республики Молдова (1998—2010).

## Биография
Родился в крестьянской семье. Молдаванин. Окончил семилетнюю школу в родном селе, после чего поступил в Кишинёвское училище виноградарства и виноделия, которое окончил с красным дипломом в 1955 году. Являлся членом ВЛКСМ с 1949 по 1955 год.
В 1955 году стал членом КПСС. В 1960 году окончил Кишинёвский сельхозинститут им. М.В. Фрунзе, где с 1958 по 1960 годы также работал председателем профкома. В дальнейшем он работал заместителем председателя колхоза и секретарем парткома колхозной парторганизации (1960—1963), а в 1963 году был назначен первым секретарем Кэлэрашского райкома КПСС, проработав на этой должности до 1970 года. С 1967 по 1969 год отошел от активной партийной работы, обучаясь в Высшей партийной школе при ЦК КПСС, которую он окончил в 1969 году.
В 1970 году, назначен заведующим Отделом сельского хозяйства и пищевой промышленности ЦК КП Молдавской ССР, а в 1976 году — секретарем ЦК КП Молдавской ССР, одновременно став членом Бюро ЦК КПМ.
С 10 апреля 1980 года по 24 декабря 1985 года — Председатель Президиума Верховного Совета Молдавской ССР, одновременно с 25 июня 1980 года по 17 июня 1986 года — заместитель Председателя Президиума Верховного Совета СССР. С 1981 по 1990 год — кандидат в члены ЦК КПСС.
С 24 декабря 1985 года — Председатель Совета Министров Молдавской ССР. Согласно Конституции СССР, он автоматически также являлся членом Правительства СССР. 10 января 1990 года, Калин был уволен со всех партийных и государственных постов. В дальнейшем, окончив годичные курсы по подготовке руководящих дипломатических кадров Дипломатической Академии МИД СССР в 1990 году, работал Советником-Посланником (Министром-советником) посольства СССР, затем России, в Румынии (1990-95).
Являлся депутатом высшего законодательного органа республики свыше 35 лет, из них в качестве депутата Верховного Совета Молдавской ССР (1967-90), депутата Парламента Республики Молдова (1998—2010). Был избран депутатом Совета Союза Верховного Совета СССР (1980-88)  от Новоаненского национально-территориального избирательного округа № 275 ССР Молдова.
В феврале 2008 года вышла в свет книга Калина «Годы борьбы и созидания», посвященная событиям новейшей истории Республики Молдова.
28 августа 2009 года, председательствовал на первом заседании Парламента нового созыва как старейший депутат. На этом заседании должны были пройти выборы председателя Парламента Республики Молдова, но парламентская фракция коммунистов, обладающая только 48 мандатами из 101, а значит находящаяся в оппозиции, всеми усилиями стремилась избежать голосования. Иван Калин, председательствующий на заседании и являющийся представителем партии коммунистов, объявил перерыв, не поставив это решение на голосование, вследствие чего парламентское большинство посчитало это требование коммунистов необоснованным. В результате Калин и остальные депутаты-коммунисты покинули зал заседаний, а четыре фракции, которые располагают большинством в 53 из 101 депутата, продолжили заседание самостоятельно.
Имел научную степень доктора экономических наук, дипломатический ранг Чрезвычайного и Полномочного Посланника Первого Класса. Являлся автором десятков монографий, брошюр, статей.
Из-за тяжелой болезни, отказался в 2010 году баллотироваться в парламент нового созыва. В результате, старейшим депутатом молдавского парламента стал действующий председатель Партии коммунистов Республики Молдова Владимир Воронин.
Скончался в ночь с 1 января на 2 января 2012 года в одной из больниц Кишинёва. Официальный некролог, был составлен и передан в СМИ от ЦК ПКРМ. Гражданская панихида по усопшему состоялось 4 января в Доме Армии. Иван Калин похоронен на Центральном (Армянском) кладбище в Кишинёве.

## Семья
Был женат. Имел двух сыновей и трёх внуков.

## Награды
- Орден Республики
- орден Ленина
- орден Октябрьской Революции
- три ордена Трудового Красного Знамени
- семь медалей СССР